# توماس أرمسترونغ
توماس أرمسترونغ (بالإنجليزية: Thomas Armstrong)‏ (31 أكتوبر 1889 بملبورن في أستراليا - 15 أبريل 1963) هو لاعب كريكت أسترالي. لعب مع فريق فكتوريا للكريكت.

## وصلات خارجية
- توماس أرمسترونغ على موقع إي آس بي آن كريك إنفو (الإنجليزية)